# Galeosoma pallidum
Galeosoma pallidum är en spindelart som beskrevs av Hewitt 1915. Galeosoma pallidum ingår i släktet Galeosoma och familjen Idiopidae. Utöver nominatformen finns också underarten G. p. pilosum.